# Hóquei sobre a grama nos Jogos Pan-Americanos de 2007
O hóquei sobre grama nos Jogos Pan-Americanos de 2007 foi disputado no Centro de Hóquei sobre Grama do Complexo Esportivo Deodoro no Rio de Janeiro.
Oito equipes no masculino e oito equipes no feminino participaram do torneio. Na primeira fase as equipes foram dividas em dois grupos de quatro seleções cada. As duas equipes mais bem colocadas disputaram as semifinais e as restantes disputaram as posições de 5º a 8º lugar. Os campeões do torneio pan-americano de hóquei sobre grama garantiram uma vaga nos Jogos Olímpicos de 2008 em Pequim.

## Países participantes

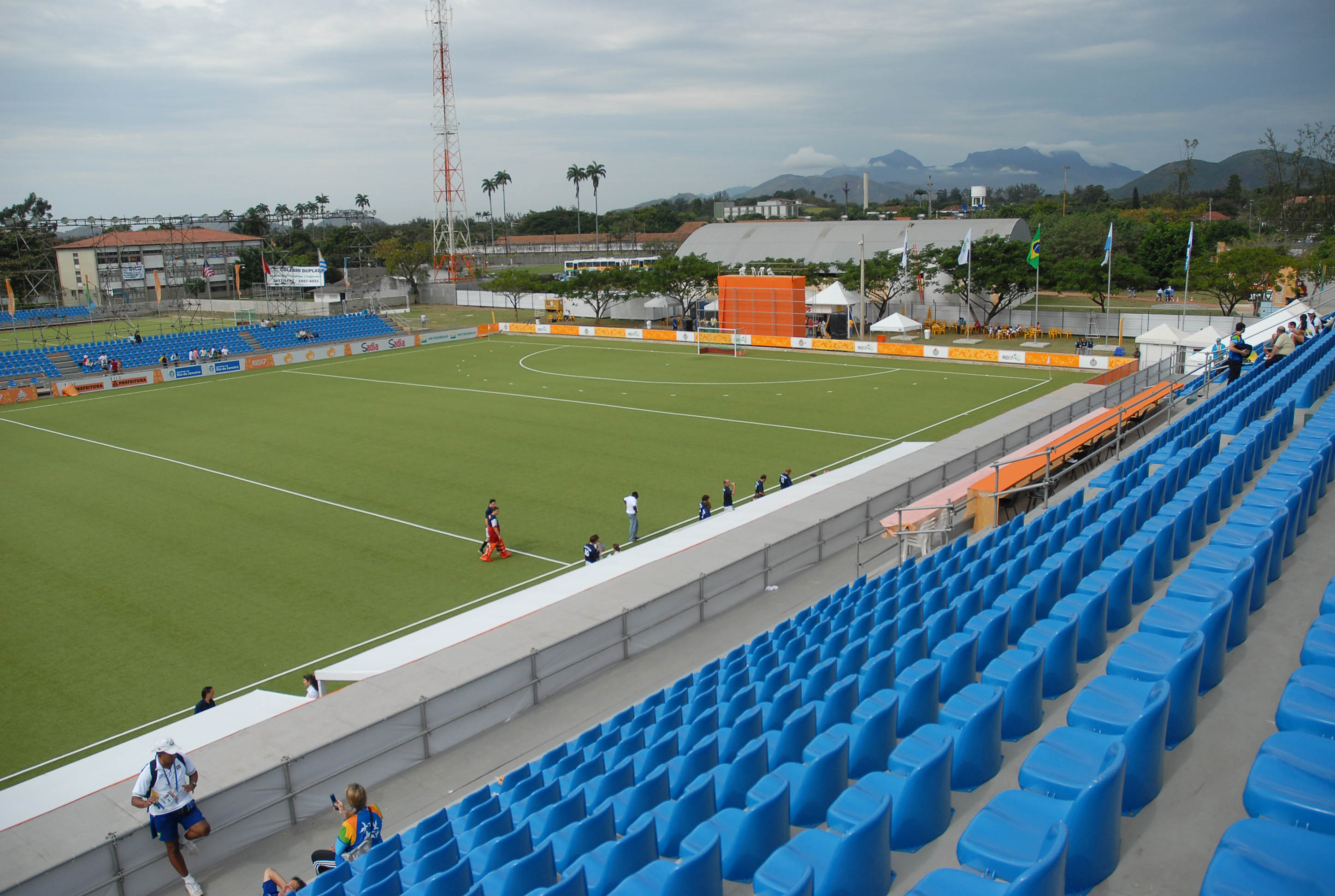
Local de competições do hóquei no Complexo Esportivo Deodoro.

Um total de 9 delegações enviaram equipes para as competições de hóquei sobre grama. Trinidad e Tobago participou apenas do torneio masculino e o Uruguai apenas do feminino.
| - ARG Argentina (32) - AHO Antilhas Neerlandesas (32) - BRA Brasil (32) - CAN Canadá (32) - CHI Chile (32) | - CUB Cuba (32) - USA Estados Unidos (32) - TRI Trinidad e Tobago (16) - URU Uruguai (16) |

## Medalhistas
| Evento             | Ouro | Prata | Bronze |
| ------------------ | --- | --- | --- |
| Feminino detalhes  | Belén Succi Magdalena Aicega Rosario Luchetti Alejandra Gulla Luciana Aymar Agustina Bouza Carla Rebecchi Mariana González Oliva María Mercedes Margalot Daniela Maloberti Paola Vukojicic Marine Russo Gabriela Aguirre Claudia Burkart Giselle Kañevski María Noel Barrionuevo ARG Argentina | Melissa Leonetti Angie Loy Kelly Doton Rachel Dawson Sarah Dawson Tiffany Snow Keli Smith Dana Sensenig Carrie Lingo Michelle Kasold Kate Barber Katelyn Falgowski Amy Tran Kayla Bashore Lauren Crandall Lauren Powley USA Estados Unidos                                                                              | Marlieke van de Pas Eva Wiedjik Nienke van Ruiten Anne-Maaike Elsen Theresia Noorlander Kiona Wellens Ernestina Schreuder Sanne van Donk Sophie van Noort Anika de Haas Juliette Plantenga Maria Hinskens Pauline Roels Jamaine Festen Floortje Joosten Ilse Luirink AHO Antilhas Neerlandesas |
| Masculino detalhes | Matthew Peck Michael Mahood Anthony Wright Scott Tupper Marian Schole Ken Pereira Wayne Fernandes Peter Short Dave Jameson Robert Short Scott Sandison Connor Grimes Paul Wettlaufer Ranjeev Deol Ravi Kahlon Sukhwinder Singh CAN Canadá                                                      | Juan Manuel Vivaldi Juan Ignacio Gilardi Pedro Ibarra Mariano Rodolfo Chao Mario Nicolás Almada Lucas Martín Rey Rodrigo Nicolás Vila Lucas Vila Jorge Maximiliano Lombi Fernando Óscar Zilberberg Matías Enrique Paredes Tomás Argento Matías Rey Lucas Argento Lucas Rafael Rossi Ricardo Óscar Bergner ARG Argentina | Mathias Anwandter Ian Koppenberger Gabriel Thiermann Alfredo Thiermann Matías Vogel Esteban Krainz Cristóbal Rodríguez Pablo Kuhlenthal Felipe Montegu Matías Amoroso Sebastián Kapsch Alan Stein Felipe Casanova Thomas Kannegiesser Martín Sotomayor Mauro Scaff CHI Chile                   |

## Quadro de medalhas
| Ordem | País                      | Medalha de ouro | Medalha de prata | Medalha de bronze |   |
| ----- | ------------------------- | --------------- | ---------------- | ----------------- | - |
| 1     | ARG Argentina             | 1               | 1                |                   | 2 |
| 2     | CAN Canadá                | 1               |                  |                   | 1 |
| 3     | USA Estados Unidos        |                 | 1                |                   | 1 |
| 4     | AHO Antilhas Neerlandesas |                 |                  | 1                 | 1 |
| 4     | CHI Chile                 |                 |                  | 1                 | 1 |
| TOTAL | TOTAL                     | 2               | 2                | 2                 | 6 |